# اليوم الوطني للمرأة

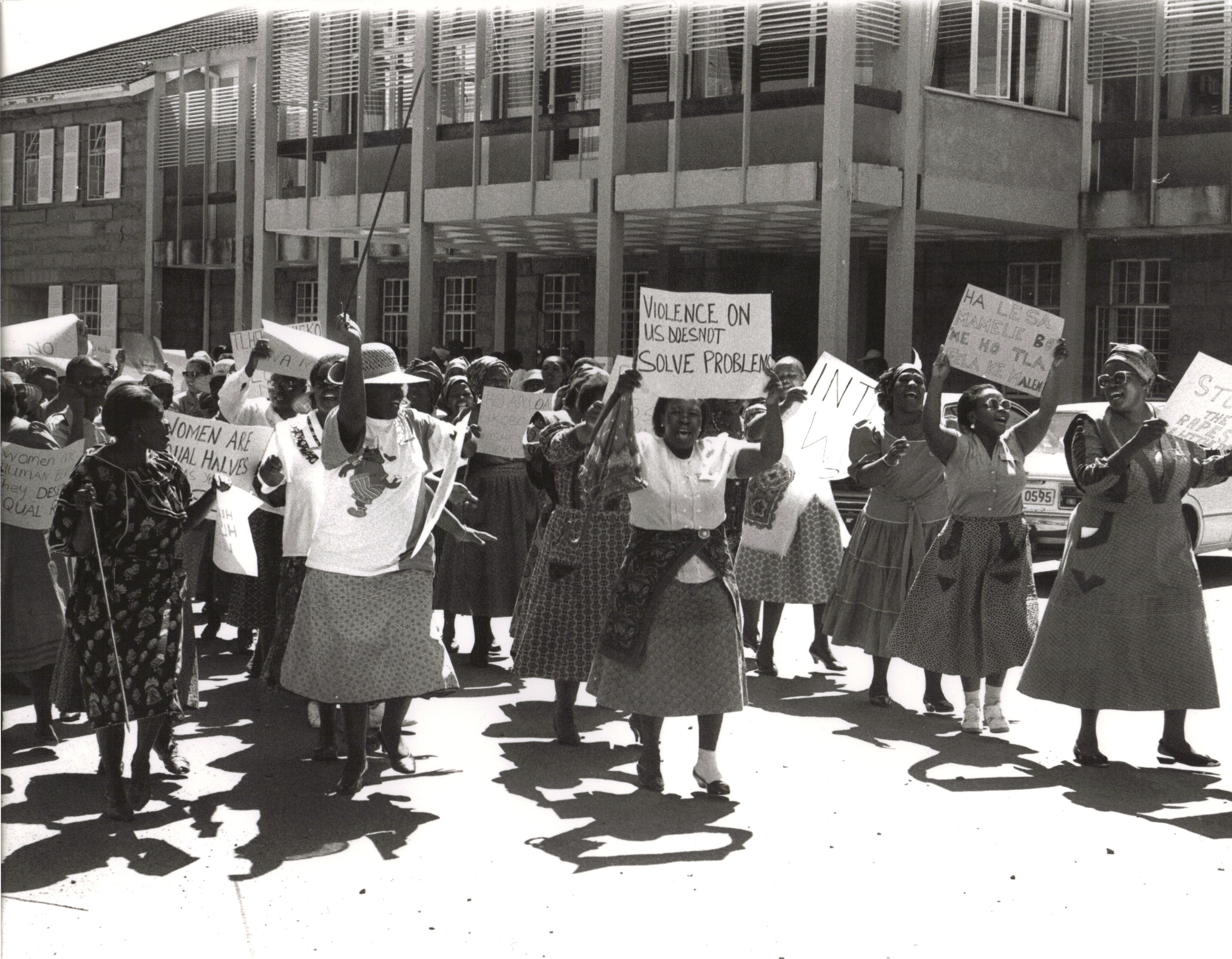
صورة تجسد ذكرى مسيرة 1956

اليوم الوطني للمرأة (بالأفريقانية: Nasionale Vrouedag)‏ هي عطلة رسمية في جنوب إفريقيا يتم الاحتفال بها سنويًا في 9 أغسطس. يتم الإحتفال بهذا اليوم في ذكرى مسيرة عام 1956 التي شارك فيها ما يقرب من 20000 امرأة إلى مباني الاتحاد في بريتوريا (العاصمة) لتقديم التماس ضد قانون الإجتياز في البلاد التي تطلب من مواطني جنوب إفريقيا الذين يُعرفون بأنهم "سود" بموجب قانون تسجيل السكان حمل جواز سفر داخلي، يُعرف باسم دفتر المرور ، والذي يخدم مبدأ الفصل بين السكان ، وإدارة العمالة المهاجرة أثناء حقبة الفصل العنصري في البلاد أو الأبارتايد .  تم الاحتفال باليوم الوطني الأول للمرأة في 9 أغسطس 1995.  في عام 2006 ، تم إعادة تمثيل المسيرة في الذكرى الخمسين لتأسيسها ، مع العديد من قدامى المحاربين في مسيرة 1956.

## أنظر أيضا
- اليوم العالمي للمرأة

## روابط خارجية
- اليوم الوطني للمرأة